# 立修館高等専修学校
立修館高等専修学校（りっしゅうかんこうとうせんしゅうがっこう）は山口県下関市小月にある学校教育法に定められた高等専修学校。設置・運営は学校法人下関学院が行っている。山口県で唯一文部科学省から大学入学資格を付与されている。そのため卒業後は大学、短期大学、専門学校に進学できる。

## 設置学科
- 福祉科 - 介護福祉や保育の専門的な知識や技術を学ぶ。
- 経理情報科 - 会計事務、パティシエ、イラスト、漫画などを学ぶ。
- 高等科 - ファッション、アパレル業界、和裁と着付けの技術を学ぶ。
- 別科（高校卒業コース） - 自分のペースで通学し、大学入学資格を取得する。クラーク記念国際高等学校の技能提携施設に認定されている。

## 部活

### 運動部
- 硬式野球部（男子）
- ソフトボール部（女子）
- バドミントン部
- バレー部
- スキー同好会

### 文化部
- 園芸クラブ
- 茶道部
- 華道部
- 着付け部
- 社会奉仕部
- 演芸部
- 美術部
- 新聞写真クラブ
- 図書クラブ
- 演劇部